# Рудь (Россия)
Рудь — село в Отрадненском районе Краснодарского края России.
Административный центр Рудьевского сельского поселения.

## География
Село находится в западной части Отрадненского района (36 км по дороге до станицы Отрадной), у слияния рек Малая Синюха и Грязнуха.

## История
В 1870-х у рек Синюха и Грязнуха был основан хуторок с названием Развилка-Хохловка с семьями Рудь, Цыбулько, Удоденко. Другие семьи (Конёвы, Дерябины, Белоусовы, Дьяконовы) основали хутор Свинячий (Свиначарка).
В 1912 году в селе была открыта школа. В 1922 году в селе появился орган советской власти. В 1926 г. хутор Сборно-Свинячий переименован в Рудев. В честь погибшего комиссара Рудь село переименовали. Был сформирован колхоз.
В 1963 году были построены новая школа, ясли, бани, клубы, Дом культуры.

## Население
| 2002 | 2010 |
| ---- | ---- |
| 841  | ↘741 |

Национальный состав
Население составляет около 741 человек (2010). Представлены следующие этносы: русские, чеченцы, армяне, грузины, азербайджанцы, черкесы, татары, немцы, аварцы, даргинцы, рутульцы, абхазы, белорусы, украинцы, греки.